# メタデータ
メタデータ（英語：metadata）、メタ情報とは、メタなデータ、すなわちデータについてのデータという意味で、あるデータが付随して持つそのデータ自身についての付加的なデータを指す。

## 情報検索分野におけるメタデータ
情報検索システムの検索の対象となるデータを要約したデータのことをメタデータと呼んでいる。図書館情報学の分野では書誌情報と呼ぶこともある。例えば文書であれば著者名や表題、発表年月日等のほか、関連キーワードなどを含めるのが一般的である。また、デジタルカメラを用いて写真を撮影し、JPEGファイルとして保存した場合、Exifにそったメタデータが自動的に作成されるのが一般的である。メタデータとして記述される関連キーワードのことを索引語と呼ぶことがある。他には動画共有サイトや写真アルバムサービスなどにおいて、動画ファイルや画像ファイルをアップロードする際に登録する「タグ」もメタデータの範疇に入る。
メタデータを作成する目的は、主に検索が実行されるたびに検索の対象となるデータの性質を読み取り、検索結果に含めるかどうかを判定するのは著しく非効率であるので、あらかじめ検索を行いやすい状態に加工を行っておき、データを検索用に整理しておく、ということである。例えば、インターネット上における現在の主流な情報検索システムでは、ある特定の動画ファイルを検索する場合は、動画ファイルの動画内容そのものではなく、動画のタイトルやタグなど、その動画に付随するメタデータと入力された検索対象のキーワードとの類似性によって、検索結果を出力するのである。
五線譜ではテンポや楽器の音色などはメタデータとして五線譜の外側に記載される。楽譜内部には音階と１小節を１とした分数で発音するタイミングが記載されている。

### メタデータスキーマ
メタデータスキーマを統一しておくことで、複数の主体によって記述されたメタデータの相互運用性を実現することができる。相互運用性の高いメタデータは、機械可読なメタデータとして利用しやすいため、スキーマ団体や特定の業界団体において様々なメタデータのスキーマが制定されている。
メタデータスキーマは以下の要素から構成されている：
属性集合（属性語彙）
メタデータとして記述する情報資源の属性の定義。例えば：タイトル、著者、出版者など、属性を表す語とその集合の定義。
属性値型集合（属性値型語彙）
メタデータとして記述する属性値の記述形式の定義。例えば、日付や名前の記述形式、主題を表す統制語彙など、属性値の型あるいは形式を表す語とその属性の定義。
構造的制約（抽象構文）
属性値記述の省略可能性や繰返条件などメタデータの構造的な制約。構造的制約は、具体的なシステム上でのメタデータの実現形式に依存しないメタデータの構文規則を決める。
実現形式（具象構文）
システム上でのメタデータの具体的表現形式。

### メタデータ利用の問題点
メタデータ、とりわけ広義のそれを利用する場合、主に意味的な部分で情報そのものとメタデータが示す情報の乖離という問題が本質的に生じる。また、情報そのものが改変された場合（必要であれば）メタデータも同時に変更されるべきだが、時間的なずれや同期もれが起こるおそれがある。
第三者による改ざんや、機械的な処理により意味が吟味されないといったことで、検索の精度が低下することもある。また、情報の評価が個々人の主観に依存し大きく異なる場合にはメタデータの有効性が発揮されにくい。したがって、効率が犠牲にならない場合はメタデータを利用するよりも本来の情報そのものを直接参照できるのが望ましいとされる。

### 具体例
- WindowsやDOSではファイル名やタイムスタンプはメタデータとして収納されている。ファイル属性については拡張子と呼ばれるファイル名の一部として収納されている。
- 古いMacOSではリソースフォークと呼ばれるメタデータの保存領域がある。それ以外の実データは「データフォーク」と呼ばれる。
- JPEGや実行スクリプトなどは、アプリケーションから見たらメタデータであるものが、OSでは実データとされる物がある。
- 五線譜には音階と分数による発音するタイミングがデータとして記載されており、テンポや楽器名などはメタデータとして五線譜の外に記載されている。